# Дубовиця (Курська область)
Дубовиця (рос. Дубовица) — село в Хомутовському районі Курської області Російської Федерації.
Населення становить 355 осіб. Входить до складу муніципального утворення Дубовицька сільрада.

## Історія
Населений пункт розташований на території українського етнічного та культурного краю Східна Слобожанщина.
Від 2004 року входить до складу муніципального утворення Дубовицька сільрада.

## Населення
| 2002 | 2010 |
| ---- | ---- |
| 439  | ↘355 |